# Sunnyvale (Kalifornia)
Sunnyvale város az USA Kalifornia államában, Santa Clara megyében. Lakosainak száma 155 805 fő (2020. április 1.).

## Népesség
A település népességének változása:
| Lakosok száma | 3094 | 140 081 | 155 805 |
|               | 1930 | 2010    | 2020    |